# Windhoek-Nördliches Industriegebiet
Das Nördliche Industriegebiet (englisch Northern Industrial) ist eine Industrie-Vorstadt der namibischen Hauptstadt Windhoek. Es liegt am nordöstlichen Ende der Stadt und bildet zusammen mit dem Lafrenz-Industriegebiet den wichtigsten Standort für die Industrie in Namibia. Das Gebiet wird durch eine Bahnstrecke der TransNamib bedient und liegt strategisch günstig an der Nationalstraße B1.
Das Nördliche Industriegebiet wird dominiert von Leicht- und Schwerindustrie. Neben dem größten Kraftwerk der Stadt befinden sich hier u. a. fleischverarbeitende Betriebe sowie zahlreiche Fabriken und Lagerhallen.